# Badidae
Badidae (tên tiếng Anh: chameleonfishes, nghĩa đen là cá tắc kè hoa) là một họ nhỏ chứa khoảng 30 loài cá.

## Lịch sử phân loại
Trong quá khứ, chi Badis được xếp trong họ Nandidae. Dựa theo các dữ liệu hình thái học, Badidae được Barlow et al. thiết lập năm 1968 cho chi duy nhất là Badis. Chi thứ hai là Dario chỉ được mô tả năm 2002. Do cấu trúc xương vây đuôi của cả hai họ này có các đặc điểm chia sẻ chung nên người ta ngoại suy ra rằng chúng có quan hệ chị em. Badidae và Nandidae trước đây xếp trong bộ Perciformes, một nhóm cận hoặc đa ngành khi xét theo thành phần hợp thành nguyên bản. Ấn bản lần thứ 5 năm 2016 của Fishes of the World phân loại họ này cùng với Nandidae và Pristolepididae thuộc về một nhánh đơn ngành không đặt tên có quan hệ chị-em với Anabantiformes cũng như với Ovalentaria trong nhóm rộng hơn là Percomorpha. Tuy nhiên, trong phiên bản 4 năm 2017 thì Betancur -R. et al. cho rằng họ này có quan hệ họ hàng gần với cá có đường rối (Anabantoidei) và cá chuối (Channoidei) và coi nó là thuộc phân bộ Nandoidei trong bộ Anabantiformes.

## Phân bố
Các thành viên của họ này là cá nước ngọt, có kích thước nhỏ, dài 2–8 xentimét (0,79–3,15 in), được tìm thấy tại Ấn Độ, Bangladesh, Bhutan, Lào, Myanmar, Nepal, Pakistan, Thái Lan và Trung Quốc. Loài to lớn nhất là Badis assamensis đạt tới chiều dài tiêu chuẩn (SL) tới 7,5 cm (3 in), trong khi loài nhỏ nhất là Dario dario không vượt quá 2 cm (0,8 in).

## Đặc điểm
Các loài trong họ này dài từ 1,5 tới 8 cm, với tất cả các loài trong chi Badis dài trên 2 cm, tcòn tất cả các loài Dario đều dài dưới 3 cm và vì thế chúng thuộc về nhóm cá dạng cá vược nhỏ nhất đã biết. Các loài trong họ này có màu ánh nâu, ánh đỏ hay ánh lam, hai bên cơ thể và các vây không bắt cặp đôi của chúng thường có đốm hay sọc. Chúng có thể thay đổi màu sắc rất nhanh, vì thế mà có tên tiếng Anh là chameleonfish. Số lượng đốt sống là 24 đến 30. Miệng nhỏ và chỉ có thể thò ra một chút về phía trước. Xương cánh bướm ngoài (ectopterygoid) của chúng là không răng, nắp mang và rãnh dưới hốc mắt có các gờ nhẵn. Vây lưng liên tục. Công thức vây: Lưng XIV – XVIII / 5–11; Hậu môn: 0 – V / 5–11.
Trứng được bao bọc hoàn toàn bằng một lớp sợi che phủ. Ấu trùng có cơ quan bám dính đa bào độc nhất tại đỉnh của túi noãn hoàn. Các loài trong họ này chủ yếu được tìm thấy trong các vùng nước nhỏ và chúng là những loài chiếm giữ lãnh thổ cô độc, sẵn sàng chiến đấu để bảo vệ các lãnh thổ nhỏ của mình. Chúng ăn các loại động vật không xương sống nhỏ. Theo những gì người ta đã nghiên cứu thì các loài của chi Badis đẻ trứng trong hang hay dưới những vật treo lơ lửng. Chúng đẻ 30 tới 100 trứng và trứng sẽ nở sau khoảng 2-3 ngày, được cá bố bảo vệ cho tới khi chúng bơi lội tự do sau khoảng 7 ngày. Các loài Dario đẻ trứng giữa các thực vật thủy sinh hình lông chim mịn và không chăm sóc cá non.

## Các chi
- Badis Bleeker, 1853: 24 loài. Tìm thấy trong các vùng đất thấp trong lưu vực sông Hằng, sông Brahmaputra và sông Mahanadi ở Ấn Độ, Nepal và Bangladesh, cũng như tại lưu vực sông Irrawaddy ở Myanmar, miền nam Thái Lan và một số phần thuộc lưu vực sông Mê Kông.
- Dario Kullander & Britz, 2002:[8] 6 loài. Tìm thấy trong khu vực từ đông bắc Ấn Độ, miền bắc Myanmar và thượng nguồn sông Irrawaddy ở miền nam tỉnh Vân Nam (Trung Quốc).